# اردبور (کنسول در ۴۲۷)

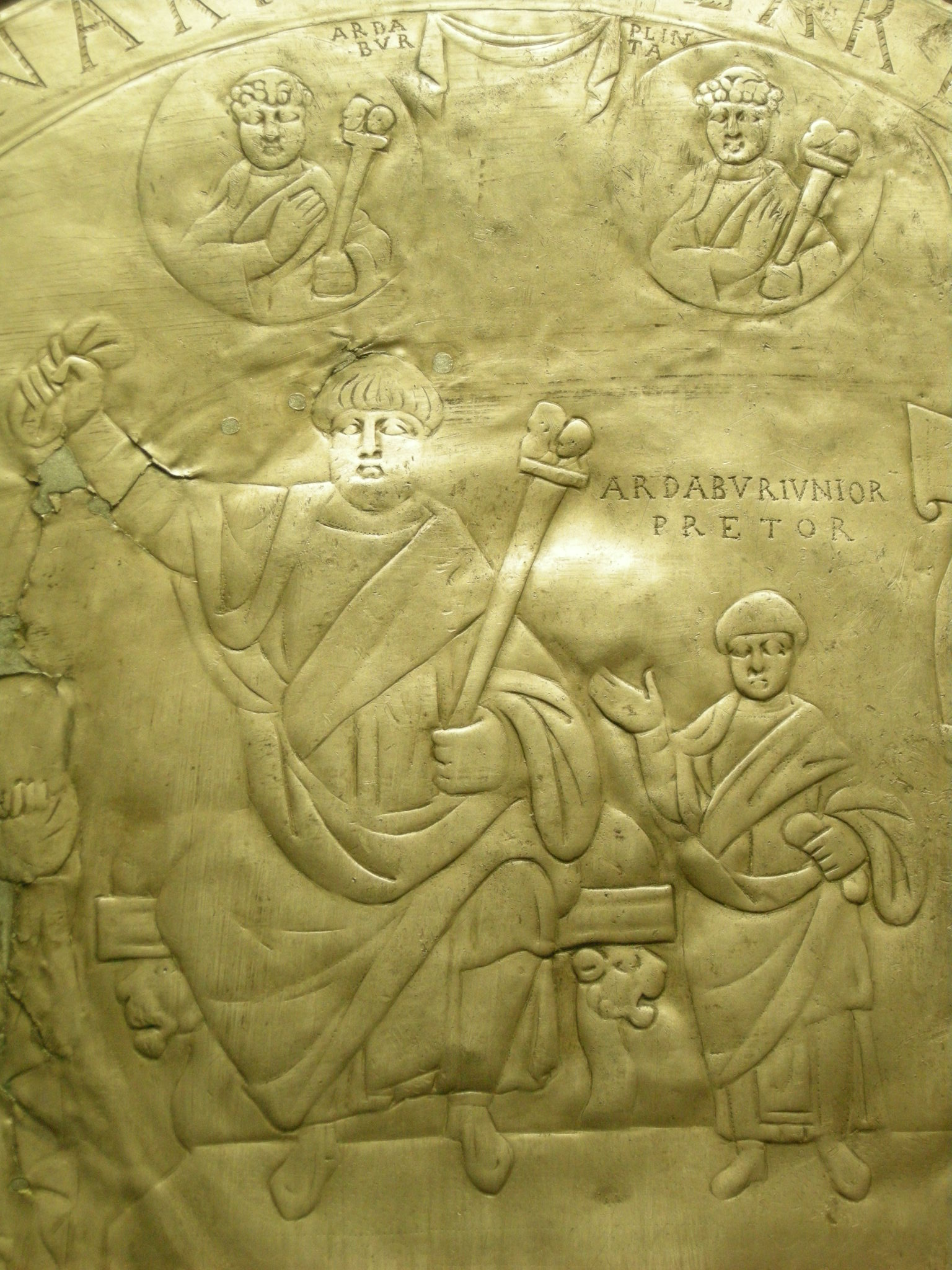
جزئیاتی از میسوریوم آسپار. بر فراز آسپار و پسرش اردبور ، دو تصویر کلیپه وجود دارد که اردبور بزرگ (سمت چپ) و پلینتا را به تصویر می‌کشد.

اردابور در دهه ۴۲۰ در ارتش روم شرقی تحت رهبری تئودوسیوس دوم به عنوان فرمانده نظامی خدمت می‌کرد.  او اصالتی آلانی داشت. 
در طول جنگ روم و ایران ۴۲۱–۴۲۲ ، او ارزنه را ویران کرد و نصیبین را محاصره کرد.  پس از پایان جنگ، اردبور به درجه فرمانروای سربازان ارتقا یافت. 
در سال ۴۲۴ اردبور و پسرش آسپار برای سرنگونی ژوآن غاصب به ایتالیا اعزام شدند.   اردبور تصرف شد اما پسرش توانست او را نجات دهد. 
پس از بازگشت به قسطنطنیه ، در سال ۴۲۷ کنسول شد 
اردبور را باید از نوه‌اش به همین نام که بیست سال بعد کنسول بود متمایز کرد.  